# Keiichi Ueno
Keiichi Ueno (上野圭市 Ueno keiichi?) es uno de los primeros artistas comisionados en Beatmania IIDX, es conocido por sus canciones de género pop y drum and bass. Desde Pop'n music PARTY♪, también ha compuesto canciones para las demás de Pop'n music. Fuera de Bemani, él compuso y dirigió varias canciones de anime. El más notable fue la canción Change the world, primer opening de Inuyasha.

## Música principal
La siguiente lista muestra las canciones que fueron creadas por el mismo autor y también con los artistas que trabajó para su elaboración:

### beatmania IIDX
- beatmania IIDX
  - 'Dr.LOVE (baby weapon feat. Asuka.M)
  - Melt in my arms (Honey P feat. Asuka.M)
- substream
  - gentle stress (DJ Swan)
  - Macho Gang (ANAL SPYDER)
- 2nd style
  - Bad boy (Vivi)
  - Shine On (Shorai)
- 3rd style
  - IS THIS LOVE? (Asuka.M)
- 4th style
  - Mr.T.(take me higher) (Risky Men feat. Asuka.M)
  - Nasty! (baby Weapon feat. Asuka.M)
- 5th style
  - THE CUBE (DJ SUWAMI)
- 11 IIDX RED
  - Secret of Love (D.J.SWAN)
  - Fly Away To India (Baby Weapon feat.KAJIL)
- 12 HAPPY SKY
  - SPARK ! (SILVER FOX PRODUCTIONS feat.星野奏子)
  - Love Magic (D.J.SWAN)
- 13 DistorteD
  - Pretty Punisher (baby weapon feat. asuka.m)
- 15 DJ TROOPERS
  - Kick Out 仮面 (上野圭市 (aka. Babyweapon,DJ SWAMI) feat.星野奏子)
  - BEAUTIFUL ANGEL (家庭用│アーケード IIDX17 SIRIUS：DJ SWAN)
- 16 EMPRESS
  - Punch Love♡仮面(上野圭市 (aka. Babyweapon,DJ SWAMI) feat.星野奏子)
- 17 SIRIUS
  - beatchic☆仮面〜好き、でいさせて〜 (上野圭市（transforming into Masao♥Lovely)feat.星野奏子)
- 18 Resort Anthem
  - Raise your hands (Keiichi Ueno feat.RIISA)
- 19 Lincle
  - LOVE B.B.B (SWAN K feat. Asuka M)

### Pop'n music
- 16 PARTY♪
  - 純愛ホスト☆午前5時 (上野圭市郎とEIICHI)
- 17 THE MOVIE
  - ふしぎなくすり (上野圭市 feat. SATOE)
- 18 せんごく列伝
  - くさびかたびら☆下克上！～暗躍の魅惑MIX (SATOE vs. 上野圭市 transforming into MASAO Lovely)
- 19 TUNE STREET
  - Be☆Happy! (SATOE vs. 上野圭市(Transforming into NickQ))